# Museu Tàpies
Het Museu Tàpies, nieuwe naam van de Fundació Antoni Tàpies, is een museum en cultureel centrum in de Spaanse stad Barcelona. Het is voornamelijk gewijd aan het leven en het werk van de Catalaanse schilder Antoni Tàpies.
De stichting werd door de schilder zelf opgericht in 1984. Het idee was om een centrum voor kennis en promotie van de hedendaagse kunst te creëren. Tàpies zelf en Teresa Tàpies doneerden meer dan 300 werken van de schilder, wat het een van de meest complete collecties van Tàpies maakt. Het museum werd geopend in juni 1990. Naast de vaste collectie organiseert het museum veel tijdelijke exposities.